# Christopher Henry Toohey
Christopher Henry Toohey (Sydney, 19 de abril de 1952) - padre católico romano australiano, em 2001-2009 bispo diocesano de Wilcannia-Forbes.
Foi ordenado sacerdote em 21 de agosto de 1982 em sua arquidiocese de Sydney. Eles foram dados pelo então Arcebispo Metropolitano de Sydney, Cardeal James Darcy Freeman. Depois de um estágio pastoral em Cabramatta, Revesby e Lane Cove, foi enviado para estudar teologia em Roma, graduando-se em 1992 com um diploma de bacharel pela Pontifícia Universidade Gregoriana. Depois de retornar à Polônia, tornou-se vigário em Penshurst e, em 1995, foi nomeado diretor do Centro de Educação de Adultos da arquidiocese.
Em 9 de julho de 2001, o Papa João Paulo II o nomeou para o cargo de Ordinário da diocese de Wilcannia-Forbes. Ele foi sagrado em 30 de agosto de 2001 pelo arcebispo George Pell, depois cardeal. Em 9 de junho de 2009, Dom Toohey renunciou ao cargo e aos 57 anos se aposentou.